# Comuna de Jonkowo
Jonkowo (polaco: Gmina Jonkowo) é uma gminy (comuna) na Polónia, na voivodia de Vármia-Masúria e no condado de Olsztyński. A sede do condado é a cidade de Jonkowo.
De acordo com os censos de 2004, a comuna tem 5361 habitantes, com uma densidade 31,9 hab/km².

## Área
Estende-se por uma área de 168,19 km², incluindo:
- área agricola: 48%
- área florestal: 38%

## Demografia
Dados de 30 de Junho 2004:
|                      | Total   | Total | Mulheres | Mulheres | Homens  | Homens |
| -------------------- | ------- | ----- | -------- | -------- | ------- | ------ |
|                      | pessoas | %     | pessoas  | %        | pessoas | %      |
| População            | 5361    | 100   | 2631     | 49,1     | 2730    | 50,9   |
| Densidade (pop./km²) | 31,9    | 100   | 15,6     | 15,6     | 16,2    | 16,2   |

De acordo com dados de 2002, o rendimento médio per capita ascendia a 1524,96 zł.

## Comunas vizinhas
- Dywity, Gietrzwałd, Łukta, Olsztyn, Świątki